# Pavant
Pavant är en kommun i departementet Aisne i regionen Hauts-de-France i norra Frankrike. Kommunen ligger  i kantonen Charly-sur-Marne som ligger i arrondissementet Château-Thierry. År 2022 hade Pavant 755 invånare.

## Befolkningsutveckling
Antalet invånare i kommunen Pavant
Referens: INSEE